# Pipetta

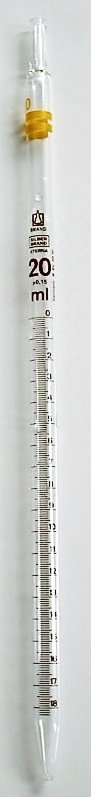
Una classica pipetta graduata da 20 mL

La pipetta è uno strumento da laboratorio mediante il quale è possibile prelevare quantità definite o non definite di un liquido. Ne esistono di varie forme e dimensioni e possono essere in materiale plastico o in vetro.

## Descrizione e utilizzo

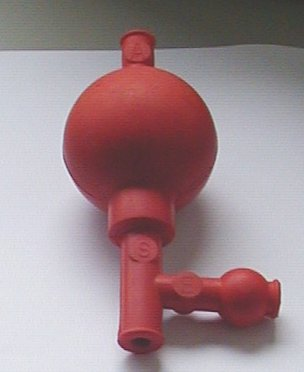
Propipetta a tre valvole

Le pipette graduate, come quella in foto, presentano una scala graduata che permette di misurare la quantità esatta di liquido prelevato. Nella misura è prevista dal costruttore una tolleranza, o errore sistematico, che ne inficia la precisione e che è funzione di vari fattori, come il grado di precisione della scala graduata, la capienza della pipetta, la tipologia di materiale usato. La lettura della misura sulla scala graduata va inoltre incontro ad un errore dovuto alla precisione dell'operatore, sebbene siano state convenzionalmente adottate delle convenzionali modalità di lettura della scala (la cosiddetta lettura del menisco).
Le pipette classiche di vetro esistono principalmente di 3 tipi: graduata come quella nella foto, tarata a scolamento e tarata a 2 tacche.
Le pipette tarate non presentano la graduazione, ma solo l'indicazione della portata massima: sono del tipo "a scolamento" se il volume (portata) è compreso tra la tacca e la punta, sono del tipo tarata "a due tacche" se il volume (portata) è compresa tra la tacca e una seconda tacca a 1-2 cm dalla punta.
Questo genere di pipette necessitano, per il loro funzionamento, di particolari aspiratori/dosatori, che si applicano sull'estremità superiore dello strumento. Tra essi, il più diffuso è stato a lungo la pompetta a tre valvole (chiamata anche Palla di Peleo, "propipetta" o "porcellino"), che ancora si trova in molti laboratori. Da qualche anno sono stati introdotti in commercio degli aspiratori più funzionali, che vanno rimpiazzando le pompette sopracitate.
Molto utilizzate sono anche le pipette Pasteur, esse vanno bene per trasferire piccole quantità di liquidi. Non hanno una dimensione specifica e non hanno nessuna tacca per conoscere la quantità di liquido che c'è all'interno.
In biologia cellulare vengono utilizzate delle pipette automatiche per volumi di liquido molto piccoli dell'ordine del microlitro μL, chiamate appunto micropipette.